# Žďárek (Hodkovice nad Mohelkou)
Žďárek (německy Scharingen) je malá vesnice, část města Hodkovice nad Mohelkou v okrese Liberec. Nachází se asi tři kilometry severozápadně od Hodkovic nad Mohelkou (a asi šest kilometrů severozápadně od stejnojmenné samostatné obce Žďárek). Žďárek leží v katastrálním území Záskalí o výměře 3,88 km².

## Historie
První písemná zmínka o vesnici pochází z roku 1547.